# De Soto (Geòrgia)
De Soto és una població dels Estats Units a l'estat de Geòrgia. Segons el cens del 2000 tenia 214 habitants.

## Demografia
Segons el cens del 2000, De Soto tenia 214 habitants, 78 habitatges, i 53 famílies. La densitat de població era de 100,8 habitants per km².
Dels 78 habitatges en un 24,4% hi vivien nens de menys de 18 anys, en un 50% hi vivien parelles casades, en un 15,4% dones solteres, i en un 30,8% no eren unitats familiars. En el 26,9% dels habitatges hi vivien persones soles el 14,1% de les quals corresponia a persones de 65 anys o més que vivien soles. El nombre mitjà de persones vivint en cada habitatge era de 2,74 i el nombre mitjà de persones que vivien en cada família era de 3,35.
Per edats la població es repartia de la següent manera: un 22,9% tenia menys de 18 anys, un 8,4% entre 18 i 24, un 29% entre 25 i 44, un 22% de 45 a 60 i un 17,8% 65 anys o més.
L'edat mediana era de 40 anys. Per cada 100 dones de 18 o més anys hi havia 94,1 homes.
La renda mediana per habitatge era de 20.375 $ i la renda mediana per família de 37.500 $. Els homes tenien una renda mediana de 19.000 $ mentre que les dones 15.714 $. La renda per capita de la població era d'11.388 $. Entorn de l'1,8% de les famílies i el 12,2% de la població estaven per davall del llindar de pobresa.

## Poblacions més properes
El següent diagrama mostra les poblacions més properes.